# Sofia Arvidsson
Lena Sofia Alexandra Arvidsson (Halmstad, Suècia; 16 de febrer de 1984) és una jugadora de pàdel i anteriorment tennista professional sueca.
Ha estat la guanyadora de dos títols WTA en individuals, tots dos a Memphis el 2006 i 2012, i va aconseguir situar-se entre les trenta millors del món al maig de 2006, concretament 29è lloc del rànquing. En dobles femenins, al costat del seva compatriota Johanna Larsson, va aconseguir un sol títol, al Quebec el 2010, arribant al 67è lloc del rànquing mundial.
Es va retirar del tennis professional l'any 2016.

## Palmarès

### Individual: 4 (2−2)
| Abans de 2009                | Després de 2009         |
| ---------------------------- | ----------------------- |
| Grand Slam (0−0)             |                         |
| WTA Tour Championships (0−0) |                         |
| Tier I (0−0)                 | Premier Mandatory (0−0) |
| Tier II (0−0)                | Premier 5 (0−0)         |
| Tier III (1−1)               | Premier (0−0)           |
| Tier IV i V (0−0)            | International (1−1)     |

| Títols per superfície |
| --------------------- |
| Dura (2−2)            |
| Gespa (0−0)           |
| Terra batuda (0−0)    |

| Resultat   | Núm. | Data                  | Torneig               | Superfície | Oponent           | Marcador      |
| ---------- | ---- | --------------------- | --------------------- | ---------- | ----------------- | ------------- |
| Finalista  | 1.   | 6 de novembre de 2005 | Quebec, Canadà        | Dura (i)   | Amy Frazier       | 1−6, 5−7      |
| Guanyadora | 1.   | 25 de febrer de 2006  | Memphis, Estats Units | Dura (i)   | Marta Domachowska | 6−2, 2−6, 6−3 |
| Finalista  | 2.   | 20 de febrer de 2010  | Memphis               | Dura (i)   | Maria Xaràpova    | 2−6, 1−6      |
| Guanyadora | 2.   | 25 de febrer de 2012  | Memphis (2)           | Dura (i)   | Marina Erakovic   | 6−3, 6−4      |

### Dobles femenins: 3 (1−2)
| Llegenda                                  |
| ----------------------------------------- |
| Grand Slam (0−0)                          |
| WTA Tour Championships / WTA Finals (0−0) |
| Premier Mandatory (0−0)                   |
| Premier 5 (0−0)                           |
| Premier (0−0)                             |
| International (1−2)                       |

| Títols per superfície |
| --------------------- |
| Dura (0−2)            |
| Gespa (0−0)           |
| Terra batuda (0−0)    |
| Moqueta (1−0)         |

| Resultat   | Núm. | Data                   | Torneig                | Superfície  | Parella         | Oponents                               | Marcador         |
| ---------- | ---- | ---------------------- | ---------------------- | ----------- | --------------- | -------------------------------------- | ---------------- |
| Guanyadora | 1.   | 19 de setembre de 2010 | Quebec, Canadà         | Moqueta (i) | Johanna Larsson | B. Mattek-Sands B. Záhlavová-Strýcová  | 6−1, 2−6, [10−6] |
| Finalista  | 1.   | 15 d'abril de 2012     | Copenhaguen, Dinamarca | Dura (i)    | Kaia Kanepi     | K. Date-Krumm Rika Fujiwara            | 2−6, 6−4, [5−10] |
| Finalista  | 2.   | 23 de febrer de 2013   | Memphis, Estats Units  | Dura (i)    | Johanna Larsson | Kristina Mladenovic Galina Voskobóieva | 6−7(5), 3−6      |

## Trajectòria

### Individual
| Open d'Austràlia | A           | Q2          | 1R          | Q1          | 3R          | 1R          | 2R          | 1R          | 2R          | 1R          | 1R | 1R  | Q1  | 0 / 9 | 4 – 9 |
| Roland Garros | A           | Q1          | Q2          | 2R          | 2R          | 1R          | 1R          | Q1          | 1R          | 1R          | 2R | 1R  | Q1  | 0 / 8 | 3 – 8 |
| Wimbledon | A           | Q2          | Q3          | 2R          | 1R          | Q2          | 1R          | Q1          | 1R          | 1R          | 1R | 1R  | Q1  | 0 / 7 | 1 – 7 |
| US Open | Q3          | Q2          | Q1          | Q1          | 2R          | 1R          | 2R          | Q3          | 2R          | 1R          | 2R | 2R  | Q1  | 0 / 7 | 5 – 7 |
| Tournament of Champions | No celebrat | No celebrat | No celebrat | No celebrat | No celebrat | No celebrat | No celebrat | A           | A           | A           | RR | A   | A   | 0 / 1 | 1 – 0 |
| Jocs Olímpics | NC          | NC          | A           | No celebrat | No celebrat | No celebrat | 2R          | No celebrat | No celebrat | No celebrat | 1R | NC  | NC  | 0 / 2 | 1 – 2 |
| Rànquing a final d'any | 167         | 113         | 176         | 67          | 63          | 102         | 64          | 124         | 52          | 78          | 41 | 120 | 271 |       |       |
| Llegenda: G: Guanyadora; F: Finalista; SF: Semifinalista; QF: Quarts de final; Q: Qualificació; A: Absent; RR: Round Robin; |             |             |             |             |             |             |             |             |             |             |    |     |     |       |       |

### Dobles femenins
| Open d'Austràlia | A   | A   | 1R  | 2R  | A   | 2R  | A   | 2R | 1R  | 1R  | 0 / 6 | 3 – 6 |
| Roland Garros | A   | A   | 2R  | A   | 1R  | A   | 1R  | 2R | 1R  | 1R  | 0 / 6 | 2 – 6 |
| Wimbledon | Q1  | A   | 1R  | 1R  | A   | A   | 1R  | 1R | 1R  | 1R  | 0 / 6 | 0 – 6 |
| US Open | A   | A   | 1R  | A   | 1R  | A   | 1R  | 2R | 1R  | 1R  | 0 / 6 | 1 – 6 |
| Rànquing a final d'any | 171 | 306 | 318 | 158 | 176 | 116 | 146 | 74 | 157 | 219 |       |       |
| Llegenda: G: Guanyadora; F: Finalista; SF: Semifinalista; QF: Quarts de final; Q: Qualificació; A: Absent; RR: Round Robin; |     |     |     |     |     |     |     |    |     |     |       |       |